# Сенги-Муган

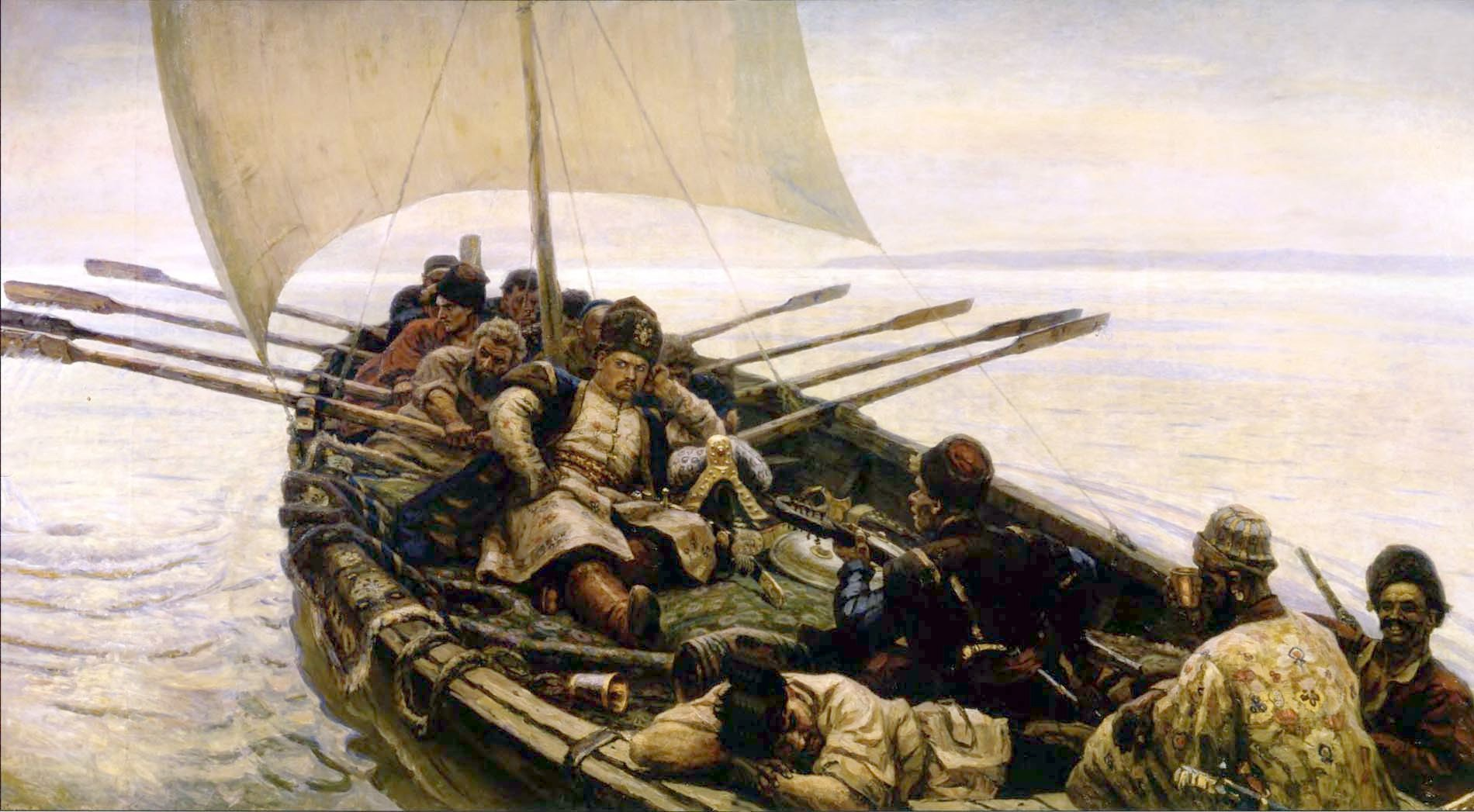
Стенька Разин (Василий Суриков)

Сенги-Муган (азерб. Səngi Muğan adası) — остров в Каспийском море у юго-восточного побережья Азербайджана. Расположен в центральной части Бакинского архипелага. Прежнее название — Свиной.

## География
Сенги-Муган расположен к юго-востоку от острова Гарасу. Остров имеет овальную форму, вытянутую с северо-запада на юго-восток. Сенги-Муган является уцелевшим сегментом расположенного здесь грязевого вулкана, следы выбросов и извержений которого можно наблюдать на поверхности острова. У острова имеется придаток, в юго-восточной части которого расположена бухта. В бухте имеется пристань, на берегу расположено несколько зданий.

## История
Возможно, возле этого (?) острова в 1669 году произошло сражение — Бой у Свиного острова — между казацким войском Степана Разина
и большим флотом, посланным персидским шахом, под командованием Мамед-хана астаринского, окончившееся победой казаков. В этом сражении в плен к разинцам попали сын и дочь командующего персидским флотом — дочь и была той персидской княжной, которую Степан Разин, впоследствии, как поётся в известной песне «Из-за острова на стрежень…», якобы бросил с корабля в воду.
Однако, возможно, это сражение произошло не у этого острова, так как у учёных нет единого мнения о том, какой остров казаки называли Свиным. В источниках прямо указывается на близость острова к Ленкорани. Возможно «Свиным» казаки называли нынешний остров Сари. Так что, возможно, это сражение произошло у о́строва Сари.